# تریپتولین
تریپتولین (به انگلیسی: Tryptoline) با فرمول شیمیایی C۱۱H۱۲N۲ یک ترکیب شیمیایی با شناسه پاب‌کم ۱۰۷۸۳۸ است. که جرم مولی آن ۱۷۲٫۲۲۶ g/mol می‌باشد. 